# 애플의 이어폰

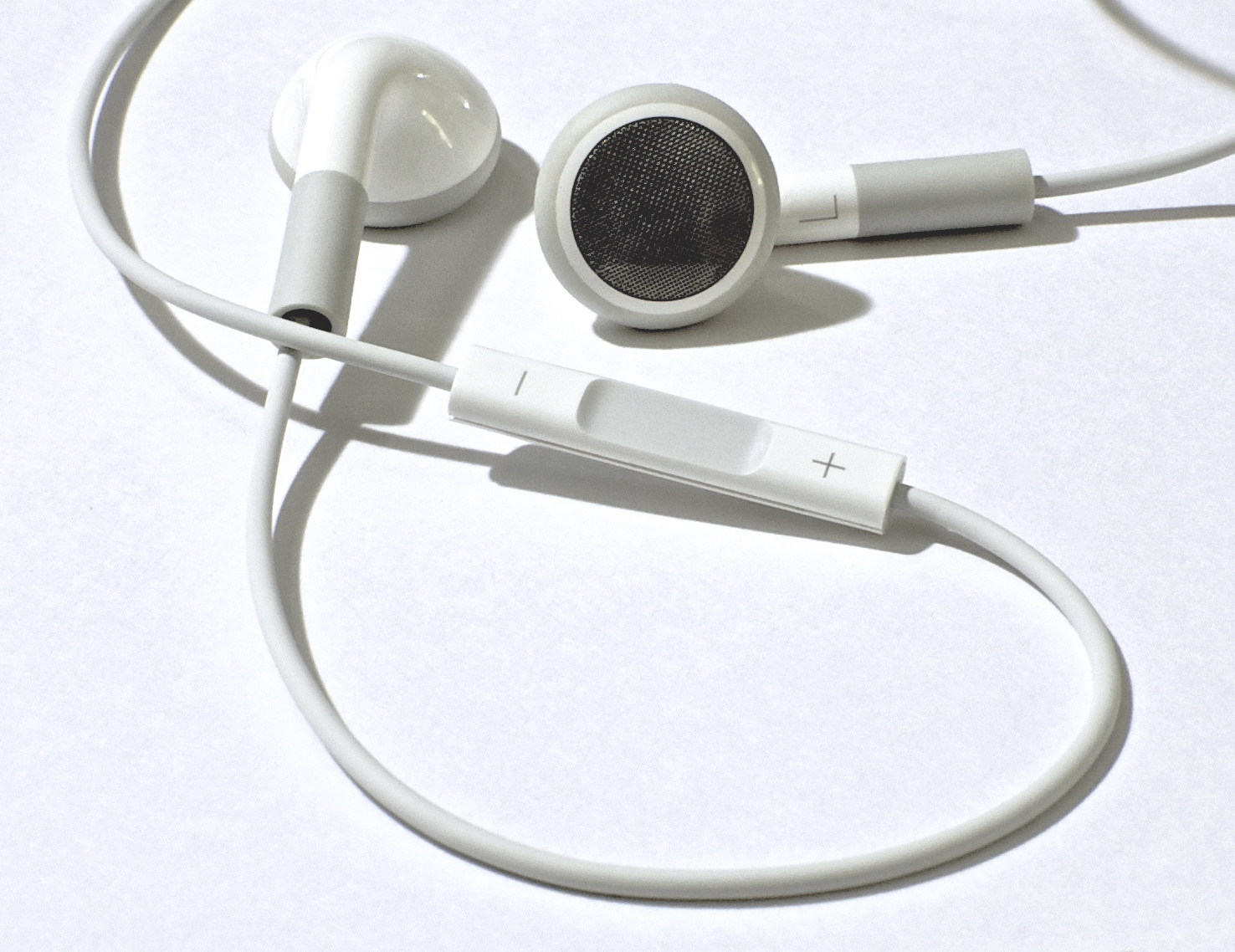
아이팟 터치 2세대에 포함된 이어버드.

애플 이어버드(Apple earbuds)는 애플사에서 만든 뮤직 플레이어와 스마트폰에 포함된 헤드폰 중 하나이다.

## 역사
기본적인 이어버드에는 컨트롤이 없다. 일본이 아닌 타이완에서 제조된 더 새로운 이어팟이 포함된 5세대 아이팟 터치와 아이팟 나노를 제외한 모든 아이팟에 포함된다.

### 1세대 이어버드
1세대 이어버드는 2001년 10월 23일 오리지널 아이팟에 포장되었다.

### 리모트 포함 이어버드
표준 이어버드와 동일하지만, 리모트가 내장되어 있다. 3세대 아이팟 셔플에만 포함되었다.

### 리모트, 마이크 포함 이어버드
아이폰 3GS, 아이폰 4, 아이폰 4S, 3세대 아이팟 터치에 포함되어 있으며, 별매로도 판매된다.

### 애플 인이어 헤드폰
애플 인이어 헤드폰(Apple In-Ear Headphone) 은 2008년 9월 9일에 선보였고, 2012년 9월 12일에 개정되었으며 별매로만 판매된다.

### 애플 이어팟
애플 이어팟은 2012년 9월 12일에 선보였고, 아이폰 5에 처음 포함되었다.
아이폰 7 기종부터 헤드폰 잭이 사라져 라이트닝-3.5mm 헤드폰 잭 어댑터를 통해 연결하거나 라이트닝 이어팟을 통해 연결이 가능하다.

## 에어팟
애플 에어팟은 2016년 9월 7일 아이폰 7과 함께 발표된 무선 이어폰이다. 마이크, 두 개의 가속기 및 착용 여부를 감지하는 광 센서가 내장되어 있다. 아이폰 7에서 오디오 잭이 없어졌기 때문에 무선 연결은 기기에 이어폰을 연결하기 위해 남아있는 두 가지 방법 중 하나이다. 다른 방법은 라이트닝 커넥터를 통해서 이루어진다.

## 같이 보기
- 애플의 제품 목록
- 애플